# سيمون بلاك
سيمون بلاك (بالإنجليزية: Simon Black)‏ (9 نوفمبر 1975 في المملكة المتحدة - ) هو لاعب كرة قدم بريطاني في مركز الهجوم. لعب مع برمنغهام سيتي ونادي دونكاستر روفرز ويوفل تاون وHalesowen Town F.C. ‏ ونادي ستوربريدج وBedworth United F.C. ‏ وبريدلينغتون تاون ‏ وHall Road Rangers F.C. ‏ وPaget Rangers F.C. ‏.